# Christian Bale
Christian Charles Philip Bale (Haverfordwest, 30 gennaio 1974) è un attore britannico naturalizzato statunitense.
Bale è noto per la sua versatilità come attore, compresa l'abilità di parlare vari accenti della lingua inglese e dell'americano e la disponibilità a perdere o acquisire peso, generalmente per impersonare al meglio il personaggio interpretato.
Bale acquisì notorietà all'età di 13 anni per il ruolo del protagonista nel film di Steven Spielberg L'impero del sole (1987), in cui comparve nei panni di un ragazzo che, separato dai genitori, si ritrova in un campo d'internamento giapponese durante la seconda guerra mondiale.
Nel 2012 Entertainment Weekly lo ha nominato nella classifica "Top 8 Most Powerful Cult Figures of the Past Decade" ("Le 8 figure cult più importanti del passato decennio") e descritto come "Most Creative People in Entertainment" ("Persona più creativa nello spettacolo") dopo la sua interpretazione in American Psycho.
L'attore ha ottenuto un grande successo e ottime critiche per l'interpretazione di Batman nella pellicola del 2005 Batman Begins, ruolo che ha poi ripreso nei due sequel, Il cavaliere oscuro del 2008 e Il cavaliere oscuro - Il ritorno del 2012. Nel 2010 ha interpretato il pugile Dicky Eklund in The Fighter, parte che gli è valsa l'Oscar al miglior attore non protagonista. Ha ricevuto altre tre candidature agli Oscar per American Hustle - L'apparenza inganna (2013), La grande scommessa (2015) e Vice - L'uomo nell'ombra (2018).

## Biografia

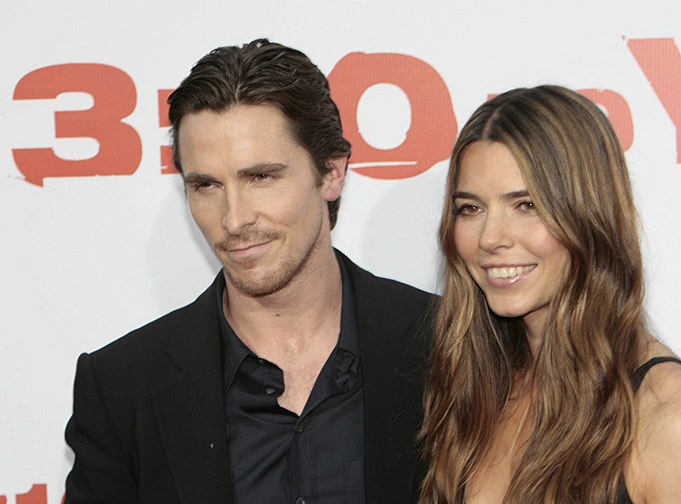
Christian Bale e la moglie Sandra "Sibi" Blazic al Mann Village Theatre al Westwood di Los Angeles per la prima di Quel treno per Yuma (2007)

Christian Charles Philip Bale (conosciuto professionalmente anche come Christian Morgan Bale) è nato nella contea gallese del Pembrokeshire da David Bale, pilota civile e poi uomo d'affari e famoso attivista per i diritti degli animali, e Jenny James, artista circense; il nonno è invece ventriloquo e prestigiatore. È il più giovane di quattro figli: Erin Bale Kreunen, musicista e figlia del padre e della prima moglie Sandra, Sharon e Louise Bale, avuti con la seconda moglie Jenny James (sua madre). Anche Louise Bale è un'attrice ed è apparsa accanto al fratello nel film Gli strilloni.
Bale passò la sua infanzia viaggiando in diversi paesi, tra i quali Gran Bretagna, Portogallo e Stati Uniti, nello specifico in California. Nel 1976, quando aveva solo due anni, la famiglia Bale lasciò il Galles. Si stabilirono per quattro anni a Bournemouth, dove l'attore si iscrisse alla Bournemouth School ed entrò a far parte del circolo del rugby. All'età di 16 anni decise però di lasciare gli studi e l'anno successivo si trasferì a Los Angeles. Da bambino prese lezioni di balletto e chitarra. La famiglia Bale è molto stimata nel mondo dello spettacolo, specialmente nel teatro. Bale infatti è un lontano parente dell'attrice inglese Lillie Langtry mentre suo zio, Rex Bale e suo nonno materno erano attori.
Come suo padre David, è un animalista convinto sin da giovane. È vegetariano e partecipa a numerosi progetti umanitari ed ambientalisti, sostenendo apertamente diverse associazioni tra le quali Greenpeace, Sea Shepherd, World Wildlife Fund, Dian Fossey Gorilla Fund International e Happy Child Mission. Il 3 settembre 2000, suo padre sposò la femminista Gloria Steinem. Il 30 dicembre del 2003 David Bale morì a causa di un tumore al cervello e venne insignito del premio The Bear Search & Rescue Foundation's alla memoria per i suoi impegni e i servizi resi all'umanità.
Il 29 gennaio 2000 Bale sposò Sandra "Sibi" Blazic, produttrice di film indipendenti che in passato ha lavorato come modella, truccatrice e assistente personale di Winona Ryder. I due hanno avuto due figli, Emmaline, nata il 27 marzo 2005 a Santa Monica in California, e Joseph, nato il 18 agosto 2014.
Nel febbraio 2014 il museo del Madame Tussauds di Londra ha presentato una statua di cera con le fattezze dell'attore, e un comunicato stampa in cui si legge: «Siamo estremamente contenti di svelare la nostra statua di Christian Bale. È uno degli attori britannici più famosi al mondo e può vantare un numero impressionante di premi vinti tra i quali anche un Oscar e un Golden Globe. Merita sicuramente un posto qui».

### Carriera

#### Pubblicità
Il debutto di Bale come attore avvenne in uno spot pubblicitario della marca di detersivi Lenor nel 1982 quando aveva 8 anni. Un anno dopo, apparve in un'altra pubblicità per i cereali Pac-Man, dove interpretò la parte di un bambino rockstar. Nel 1984, fece il suo debutto sul palco di un teatro londinese del West End nell'opera intitolata The Nerd accanto a Rowan Atkinson.

#### Esordi

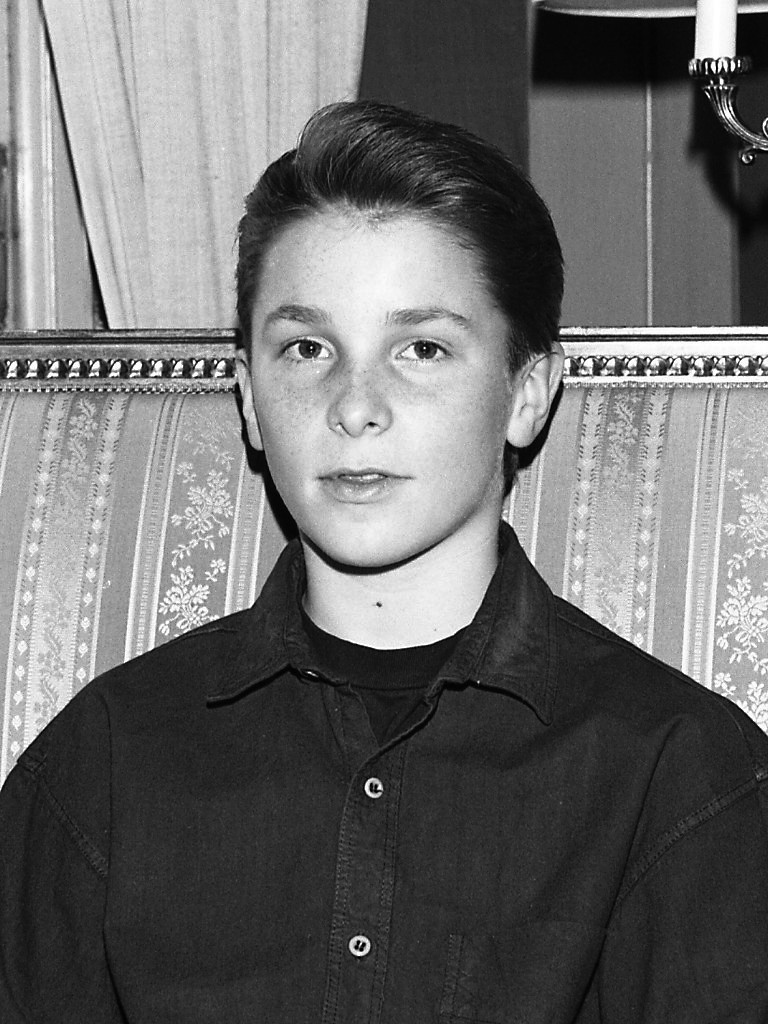
Christian Bale da ragazzo, negli anni della sua interpretazione ne L'impero del sole (1987)

Nel 1986 prese parte alla miniserie televisiva Anastasia - L'ultima dei Romanov nel ruolo di Aleksej Nikolaevič Romanov di Russia. Nel 1987 ottenne un ruolo primario nella miniserie inglese Heart of the Country e nel film fantasy Mio in the Land of Faraway, dove apparve accanto a Christopher Lee.
Sempre nel 1987 Amy Irving, sua co-protagonista in Anastasia - L'ultima dei Romanov, lo raccomandò all'allora suo marito, Steven Spielberg per un ruolo in L'impero del sole, film tratto dall'omonimo racconto semi-autobiografico di J.G. Ballard. L'interpretazione di Bale come Jim Graham gli fece guadagnare gli elogi della critica, il premio Young Artist Award (migliore interpretazione di un giovane attore) ed un premio speciale della National Board of Review of Motion Pictures (Board creò questo premio appositamente per lui). L'attenzione della stampa però gli creò uno stato emotivo di tale stress che decise di smettere di recitare.
Nel 1989 Kenneth Branagh lo persuase a tornare sulle scene ingaggiandolo nel ruolo di un ragazzo nel film Enrico V.

#### Anni novanta
Nel 1990 ritrovò Christopher Lee nel film tratto dal romanzo omonimo di Robert Louis Stevenson L'isola del tesoro, dove recitò accanto a Charlton Heston e Oliver Reed. L'anno dopo partecipò al film per la televisione A Murder of Quality, accanto all'attore inglese Denholm Elliott. Nel 1992 venne ingaggiato per il ruolo principale nel film musical Gli strilloni, prodotto dalla Disney. Il film gli valse nuovamente una nomination per il premio Young Artist Award.
Nel 1993 ricevette la terza nomination per il premio Young Artist Award per il film Swing Kids - Giovani ribelli, dove ritrovò Kenneth Branagh. Il film narra la storia di alcuni teenager che ascoltano e ballano segretamente la musica jazz nel periodo dell'occupazione della Germania nazista. Nel 1994 recitò accanto a Gabriel Byrne, Helen Mirren e Tom Wilkinson nel film Prince of Jutland diretto da Gabriel Axel. Bale ottenne maggior notorietà nel ruolo di Laurie, sempre nel 1994 nell'adattamento dell'omonimo romanzo in Piccole donne diretto da Gillian Armstrong, dopo essere stato scelto personalmente per la parte da Winona Ryder, che nella pellicola interpreta Jo March. Nel 1995 doppiò il personaggio di Thomas nel film Disney Pocahontas. Dieci anni dopo prese parte a The New World di Terrence Malick, film incentrato proprio sulla figura di Pocahontas. Nel 1996 ottenne un piccolo ruolo in Ritratto di signora di Jane Campion accanto a Nicole Kidman e nello stesso anno recitò accanto a Bob Hoskins e Gérard Depardieu nel film diretto da Christopher Hampton L'agente segreto. Nel 1997 fu il protagonista del film commedia Metroland accanto a Emily Watson diretto da Philip Saville. I due attori lavorarono ancora insieme in Equilibrium.
La svolta di Bale avvenne nel 1998 quando interpretò il ruolo di un giornalista nel film di Todd Haynes Velvet Goldmine: la pellicola fu una prova d'attore molto intensa per Bale, che lo vide recitare in una scena a tinte erotiche con il co-protagonista Ewan McGregor. Nello stesso anno recitò nel ruolo di un ragazzo con problemi mentali nel film All the Little Animals accanto a John Hurt. Nel 1999 interpretò il ruolo di Demetrius in Sogno di una notte di mezza estate accanto a Kevin Kline, Michelle Pfeiffer e Rupert Everett e nello stesso anno gli venne affidato il ruolo di Gesù nel film per la televisione Maria, madre di Gesù.
American Psycho
Nel 1999 Bale si preparò a interpretare il ruolo che lo avrebbe fatto conoscere a livello mondiale; il serial killer Patrick Bateman in American Psycho. La regista Mary Harron, che aveva precedentemente diretto la biografia di Valerie Solanas nel film Ho sparato a Andy Warhol, ricevette il compito di dirigere il riadattamento del controverso omonimo romanzo di Bret Easton Ellis, ma lasciò subito il progetto quando venne a conoscenza del fatto che la Lions Gate Entertainment, casa di produzione della pellicola, spingeva per l'ingaggio di Leonardo DiCaprio al posto di Bale, prima scelta della Harron. La regista citò problemi inerenti al budget dicendo che DiCaprio rappresentava una spesa eccessiva per quella produzione e abbandonò il progetto. Oliver Stone rimpiazzò la Harron ma quando DiCaprio non diede la sua disponibilità per poter seguire il progetto di The Beach, anche Stone lasciò il film. Mary Harron venne contattata di nuovo con la conferma che Bale sarebbe stato il protagonista. L'attore non aveva mai letto il romanzo prima di essere contattato per il film, ma accettò il ruolo perché rimase sorpreso dalla sceneggiatura che descrisse come «l'opposto di tutto quello che aveva fatto fino a quel momento».
La prima di American Psycho ebbe luogo al Sundance Film Festival del 2000, con molte controversie. Il famoso critico statunitense Roger Ebert inizialmente sembrò condannare il film, definendolo «pornografico» e «il peggior film al Sundance» ma successivamente gli accordò una critica favorevole scrivendo: «ha trasformato un romanzo sanguinario in un film riguardante la vanità dell'uomo». Riguardo alla performance di Bale, il suo commento fu: «Christian Bale è eroico per come permette al personaggio di saltare allegramente nel disprezzo; non c'è l'istinto di auto-conservazione qui, e questo è merito di un buon attore».
Il 14 aprile 2000 la Lions Gate Films distribuì American Psycho nei cinema. Il budget del film e il costo del marketing si aggirarono intorno ai 15 070 285 dollari e il film ebbe un profitto globale di 34 266 564 dollari. Il ruolo di Patrick Bateman consacrò Bale come attore capace e affidabile e lo rese famoso in tutto il mondo. L'attore venne chiamato anche per un'apparizione in un altro adattamento cinematografico di un romanzo di Ellis, Le regole dell'attrazione che aveva, se pur minimo, un collegamento con American Psycho ma rifiutò l'offerta per lealtà alla visione che aveva la Harron di Bateman, che, a suo parere, non poteva essere espressa propriamente da nessun altro.

#### Anni duemila

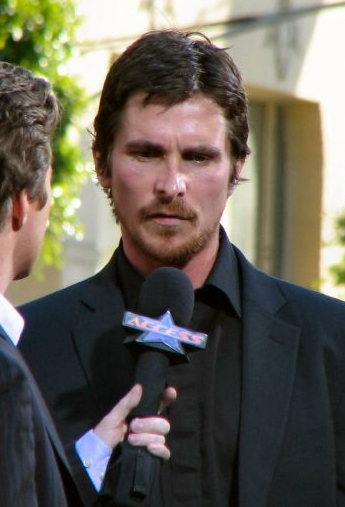
Christian Bale alla prima di Batman Begins (2005)

Nel 2000 prese parte al film Shaft accanto a Samuel L. Jackson. La pellicola è un remake del film del 1971 Shaft il detective. Il ruolo del personaggio che gli venne affidato era simile a quello di Patrick Bateman. Bale interpreta infatti uno yuppie razzista di nome Walter Wade, Jr., una decisione che prese proprio per la somiglianza dei due ruoli ma il personaggio di questa pellicola non riscosse lo stesso successo del personaggio del film precedente.
Nel 2001 prese parte all'adattamento di John Madden del best seller Il mandolino del capitano Corelli (Captain Corelli's Mandolin), in cui recitò la parte di un pescatore greco di nome Mandras che compete con il personaggio principale interpretato da Nicolas Cage; infatti nella pellicola i due si contendono il cuore di Pelagia interpretata da Penélope Cruz. Il personaggio di Mandras nel libro è molto più sviluppato con una sua storia quasi a parte dal contesto del resto del romanzo mentre nel film ha un ruolo marginale. In questa pellicola ritrovò John Hurt con cui aveva già lavorato in All the Little Animals. Il 2002 fu un anno molto impegnativo per Bale che si trovò a lavorare molto ma senza ricevere il successo, non riuscendo a raggiungere l'interesse del pubblico con nessuno dei tre film ai quali partecipò. Infatti prese parte al film indipendente Laurel Canyon dove interpretò il figlio di Frances McDormand.
La critica si dimostrò divisa; alcuni elogiarono l'intensità con la quale Bale e i co-protagonisti (McDormand e Alessandro Nivola) recitarono, mentre alcune testate giornalistiche considerarono l'interpretazione della McDormand talmente intensa da riuscire a oscurare il resto del cast.

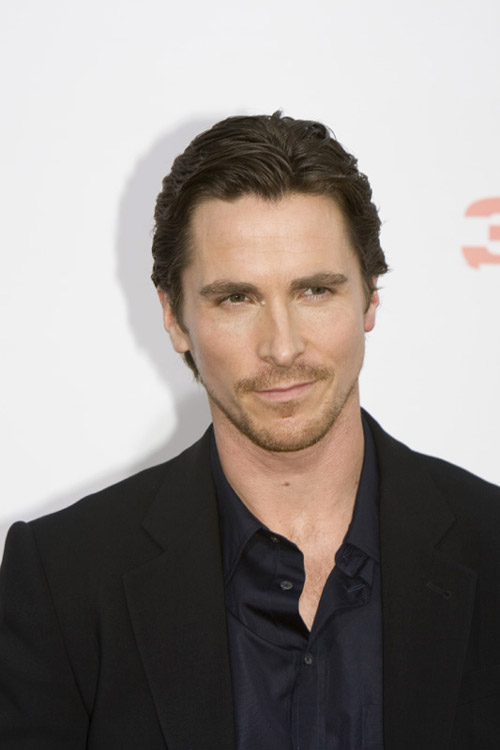
Christian Bale al Mann Village Theatre a Westwood per la prima di Quel treno per Yuma (2007)

Sempre nel 2002 ottenne il ruolo di protagonista accanto a Matthew McConaughey del fantasy Il regno del fuoco diretto da Rob Bowman. La pellicola è incentrata sul risveglio di un drago in letargo ai giorni nostri, che scatenerà una vera e propria guerra per la sopravvivenza del genere umano in un post-bellico futuro. Bale ebbe delle esitazioni riguardo alla sua partecipazione al film ma il regista Rob Bowman lo convinse a ricoprire il ruolo principale. Bale e McConaughey si allenarono per i loro rispettivi ruoli lavorando duramente sui loro fisici facendo boxe. Il film incassò poco più di 80 milioni di dollari in tutto il mondo, venti milioni in più rispetto ai costi di produzione che si aggirarono sui 60 milioni di dollari, e fu un fallimento nei botteghini americani, cosa che contribuì a far scendere la popolarità di Bale. Nello stesso anno partecipò come protagonista al film di fantascienza Equilibrium diretto da Kurt Wimmer.
Nel 2004 prestò la voce, nel doppiaggio americano, al personaggio di Howl nel film d'animazione Il castello errante di Howl diretto dal regista giapponese Hayao Miyazaki e sempre nel 2004 prese parte al film di produzione spagnola L'uomo senza sonno diretto da Brad Anderson. Nel 2005 iniziò la sua collaborazione con il regista Christopher Nolan che lo scelse per il ruolo di Bruce Wayne / Batman nel film Batman Begins e sempre nel 2005 ottenne una parte nel quarto film del regista statunitense Terrence Malick The New World dove per la seconda volta recitò in un lavoro inerente alla storia di Pocahontas. In questa pellicola divise il set con Colin Farrell e Q'orianka Kilcher. La critica si divise dal punto di vista dei meriti narrativi del film e del rispetto degli eventi storici originali. Il film non andò benissimo ai botteghini statunitensi e il suo incasso globale fu di 30 536 013 di dollari a fronte di una spesa di produzione di 30 milioni.
Nello stesso anno recitò nel ruolo di un reduce afflitto dalla sindrome della guerra del Golfo nel film indipendente Harsh Times - I giorni dell'odio di David Ayer, pellicola della quale fu anche produttore esecutivo. Il film venne presentato al Toronto International Film Festival del 2005 ed uscì nelle sale il 10 novembre 2006. La stampa rimase colpita dalla sua interpretazione tanto da definire il suo personaggio «ipnotico».

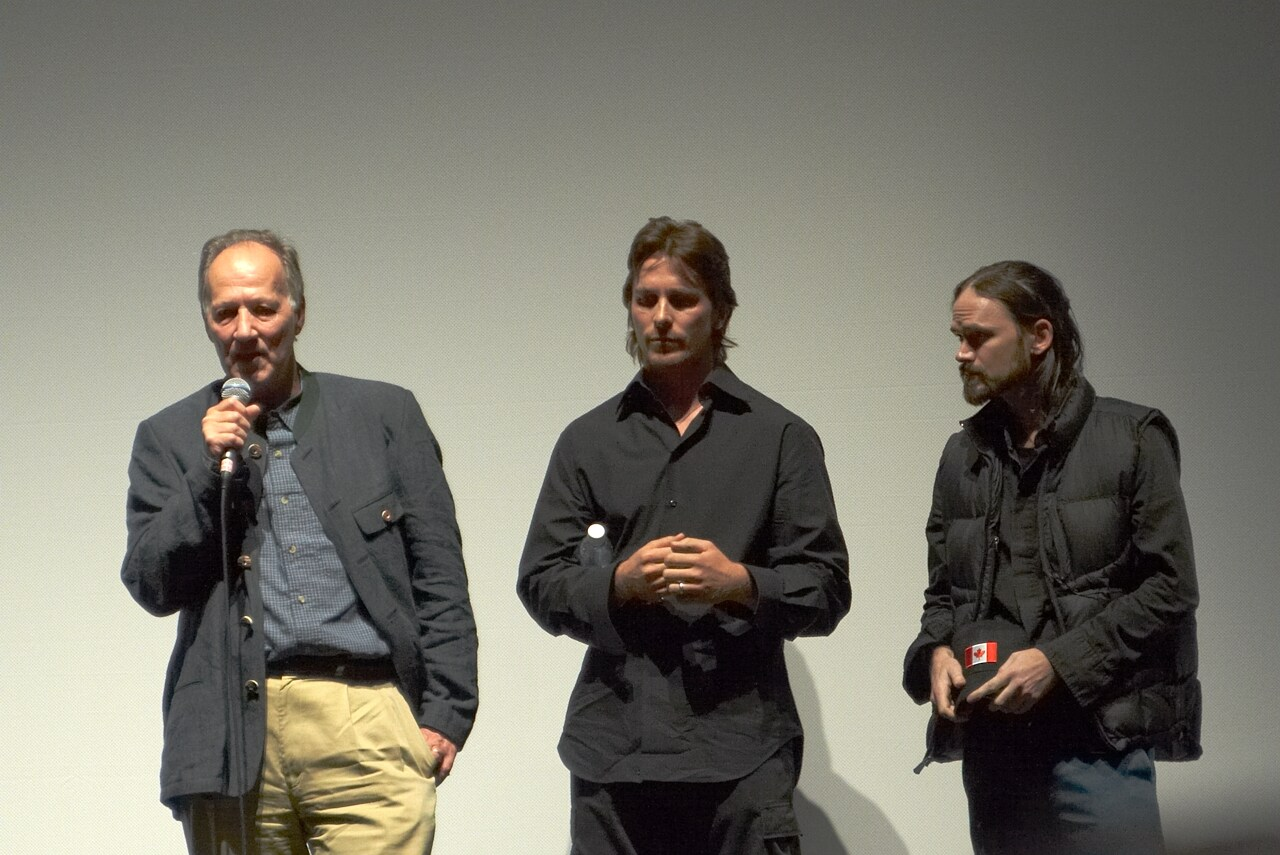
Werner Herzog, Christian Bale e Jeremy Davies al Toronto International Film Festival per la prima di L'alba della libertà (2006)

Nel 2006, Bale si sottopose nuovamente a una dieta ferrea (dopo quella per L'uomo senza sonno) in seguito alla quale perse circa 25 chili per interpretare il ruolo di Dieter Dengler – aviatore statunitense di origine tedesca reduce della guerra del Vietnam che venne catturato e tenuto in un campo di prigionia nel Laos per un anno e mezzo – nel film L'alba della libertà, diretto da Werner Herzog. Il film è la storia vera dell'aviatore che dopo un periodo di prigionia riuscì a scappare e venne salvato dai suoi commilitoni. Il regista del film Werner Herzog dichiarò in un'intervista: «Gli attori che ho scelto per il film sono i migliori della loro generazione. È una strana coincidenza che Dieter Dengler da giovane fosse un bell'uomo e che Christian gli assomigli anche un poco».
Lo stesso anno Christopher Nolan lo ingaggiò nuovamente, stavolta per il ruolo di Alfred Borden nel film tratto dal romanzo omonimo di Christopher Priest The Prestige. Accanto a Bale recitarono anche Hugh Jackman, Scarlett Johansson, David Bowie e Michael Caine; quest'ultimo lo affiancherà nel ruolo di Alfred Pennyworth in entrambi i film campioni di incassi Batman Begins (2005) ed Il cavaliere oscuro (2008). Nel 2007, Bale recitò accanto a Russell Crowe nel remake del film western del 1957 Quel treno per Yuma. I due attori presero il posto di Tom Cruise e Eric Bana, precedentemente scelti per i due ruoli principali.
Ancora nel corso del 2007 Bale venne ingaggiato nuovamente dal regista Todd Haynes per interpretare due delle sette personalità nella riflessione artistica della vita del musicista Bob Dylan nel film Io non sono qui. Accanto a Bale si annovererà un prestigioso cast tra i quali Cate Blanchett, Richard Gere e Heath Ledger che troverà di nuovo ne Il cavaliere oscuro. L'interpretazione di Bale nella pellicola dedicata a Dylan ricevette critiche positive dalle più importanti testate giornalistiche.

#### Equilibrium
Nel 2002 il regista Kurt Wimmer lo ingaggiò dopo aver visto la sua performance in American Psycho per il ruolo del cleric, ordine di agenti letali in una società post-apocalittica, John Preston nel film di fantascienza Equilibrium. Nella pellicola figura un'arte marziale romanzata: il Gun Kata, ispirata a The Matrix ed ai film di John Woo, che combina il combattimento a fuoco con quello a mani nude e nel film Preston è un maestro di questa disciplina. L'attore non era disponibile all'epoca delle riprese e al suo posto venne considerato Dominic Purcell, attore famoso per il suo ruolo nella serie televisiva Prison Break. Bale si rese successivamente disponibile e Purcell rimase nel cast nel ruolo di un altro personaggio. L'interpretazione di Bale riscosse critiche positive e riguardo al suo personaggio nel film, Roger Ebert dichiarò in una sua recensione: «Christian Bale nel ruolo del cleric John Preston è molto esigente nei confronti del suo partner Partridge. Nessuno può guardarti negli occhi con la stessa, oltraggiosa provocazione meglio di lui». Il risultato ai botteghini di quest'ennesima pellicola non fu entusiasmante, dato che il budget di produzione era di 20 milioni di dollari e l'incasso in tutto il mondo fu di soli 5 359 645 dollari. Nonostante i pochi incassi al botteghino, il film, nel corso degli anni, diventò un vero e proprio cult movie per gli amanti del genere fantascientifico.
Equilibrium fu il terzo film del 2002 di Bale e potenzialmente avrebbe potuto rappresentare il crollo definitivo per la sua carriera, fallimento commerciale che venne associato alla mancanza di sponsorizzazione in tutto il mondo. Fortunatamente, l'interpretazione di Bale nel ruolo di Preston lo rese memorabile al pubblico tanto da attirare un discreto numero di fanbase che si prodigarono a sviluppare un total conversion mod (modifica estetica e funzionale) per il videogioco PC Max Payne 2, modifica denominata Hall of Mirrors. Il personaggio di John Preston inoltre, secondo il sito moviebodycounts.com, è al terzo posto come personaggio con il maggior numero di uccisioni sullo schermo che un singolo film abbia mai avuto. Il suo kill-o-meter (misuratore di uccisioni) segnala il numero 118, esattamente la metà del totale di uccisioni di tutta la pellicola: 236.

#### L'uomo senza sonno
Nel 2004 Bale si trasformò fisicamente perdendo quasi 30 chili di peso (circa un terzo del suo peso corporeo) per interpretare Trevor Reznik nel thriller di produzione spagnola L'uomo senza sonno, nel quale l'attore passò da un fisico muscoloso e atletico a un aspetto cadaverico, mettendo addirittura a rischio la propria salute mentale e fisica per il bene di un'interpretazione naturale e autentica. In una scena del film viene pronunciata la seguente frase, riferita allo stato fisico del personaggio:
(Stevie, interpretata da Jennifer Jason Leigh)
Per perdere peso cominciò a fumare per diminuire il senso di fame e si nutrì di una scatoletta di tonno e una mela al giorno per settimane. La sua perdita di peso fu uno dei dimagrimenti record più significativi di un attore per interpretare un ruolo cinematografico. Secondo quanto dichiarato dallo stesso attore, queste trasformazioni danneggiarono pesantemente il suo metabolismo, ma lo consacrarono come uno degli interpreti più impegnati della sua generazione. Per il ruolo di Trevor Reznik fu paragonato a Robert De Niro, che per interpretare Jake LaMotta in Toro scatenato prese 25 chili.
L'uomo senza sonno ebbe per la maggior parte apprezzamenti positivi dalla critica che rimase colpita dalla dedizione dell'attore. Il costo della produzione del film si aggirò intorno ai 5 milioni di dollari, incassandone poco più di 8 a causa di una distribuzione nei cinema statunitensi molto limitata; la maggior parte dei profitti avvenne oltre oceano.

#### Batman BeginseIl cavaliere oscuro

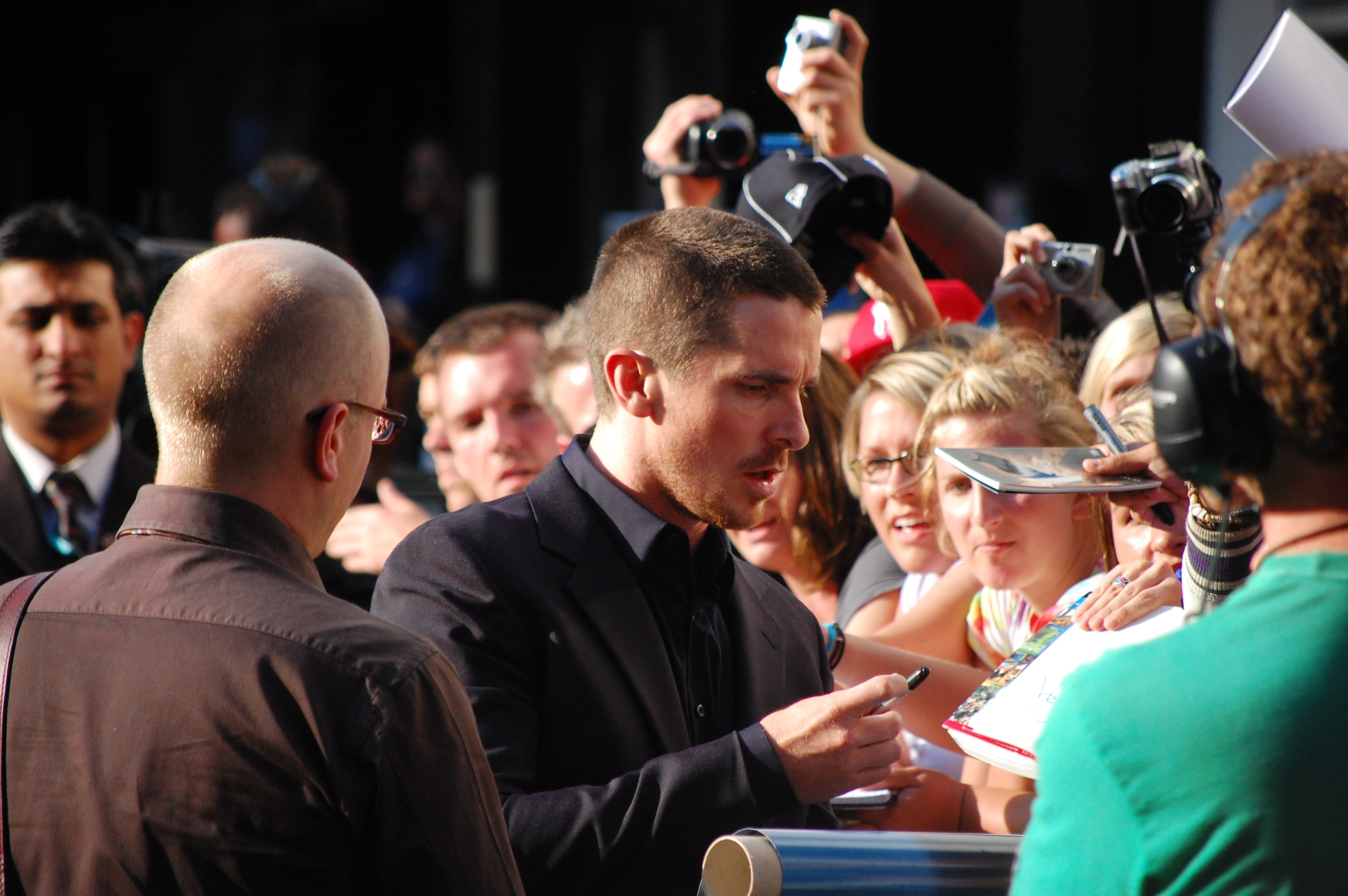
Christian Bale firma autografi a New York per la prima de Il cavaliere oscuro (2008)

Nel 2005 il regista Christopher Nolan scelse Bale tra i vari contendenti per la parte di Bruce Wayne / Batman nel quinto adattamento cinematografico dedicato al supereroe della DC Comics dichiarando che l'attore possedeva esattamente l'equilibrio tra l'oscurità e la luce che stavano cercando per il personaggio. In lista per il ruolo dell'Uomo Pipistrello figurarono altri attori tra i quali Ashton Kutcher, David Boreanaz, Billy Crudup, Cillian Murphy, Henry Cavill e Jake Gyllenhaal. Bale diventò così il quinto attore (dopo Adam West, Michael Keaton, Val Kilmer e George Clooney) e il primo non americano ad interpretare il ruolo di Batman e smentì seccamente le voci che lo vedevano il lista per il ruolo di Robin nel film di Joel Schumacher Batman Forever del 1995. Entrare nel personaggio di Batman fu un lavoro faticoso per Bale che aveva a disposizione solamente sei mesi per ricostruire il possente e muscoloso fisico dell'Uomo Pipistrello dopo la fine delle riprese de L'uomo senza sonno.
L'attore intraprese così una massacrante trasformazione fisica con l'aiuto del personal trainer Efua Baker. A soli due mesi dal casting per il ruolo, riuscì ad aumentare il suo peso di circa 26 chili grazie all'assunzione di alimenti ricchi di carboidrati come pasta e pane. Gli allenamenti fisici non vennero subito effettuati, dato che l'attore aveva i muscoli atrofizzati per il troppo dimagrimento dovuto al ruolo di Trevor Reznik. Dopo aver ottenuto la parte e consigliato e seguito sempre da Baker, Bale riuscì ad aumentare ancora di 18 chili integrando alla sua dieta (anche se vegetariana) pollo, tonno e verdure al vapore e cominciò ad allenarsi mettendo massa muscolare con sessioni di peso per tre ore al giorno. Riguardo al suo drastico cambiamento fisico, Efua Baker dichiarò: «Ogni mattina appariva diverso da com'era il giorno precedente».
Dopo aver ottenuto il ruolo, per comprendere il personaggio di Batman, l'attore lesse diversi volumi del fumetto e durante la promozione del film e nelle interviste accentuava l'accento americano per evitare che il pubblico si confondesse sul fatto che il nuovo Batman avesse un'inflessione britannica. Batman Begins uscì nelle sale cinematografiche il 15 giugno 2005 con la totale approvazione della critica e del pubblico. Nolan venne applaudito per aver creato un film più tradizionale rispetto agli episodi precedenti di Tim Burton (Batman del 1989 e Batman - Il ritorno del 1992) e di Joel Schumacher (Batman Forever del 1995 e Batman & Robin del 1997) avendo optato per effetti speciali live action, in un periodo in cui la grafica computerizzata era economica e accreditata. Il cast venne molto apprezzato ma Bale fu il più acclamato per aver davvero creato un perfetto ritratto di entrambi i personaggi; Batman e Bruce Wayne. Quest'interpretazione valse all'attore il premio Saturn Award come miglior attore 2005 (premio per il quale era stato nominato anche nel 2004 per il film L'uomo senza sonno) e il premio Best Hero al MTV Movie Awards 2006.
Batman Begins fu un campione d'incassi in patria e in tutto il mondo per la Warner Bros., costato approssimativamente 135 milioni dollari di produzione incassò in America la cifra di 205 343 774 dollari e 167 366 241 dollari nel resto del mondo, arrivando a un totale di incasso di 372 710 015 dollari. Dal film venne anche sviluppato un videogioco per GameCube, PlayStation 2, Xbox e Game Boy Advance intitolato sempre Batman Begins dove Bale e gli altri membri del cast doppiarono le voci dei loro rispettivi personaggi. Grazie al successo del primo capitolo, Bale rivestì nuovamente il ruolo di Batman anche nel seguito Il cavaliere oscuro del 2008 sempre diretto da Nolan.

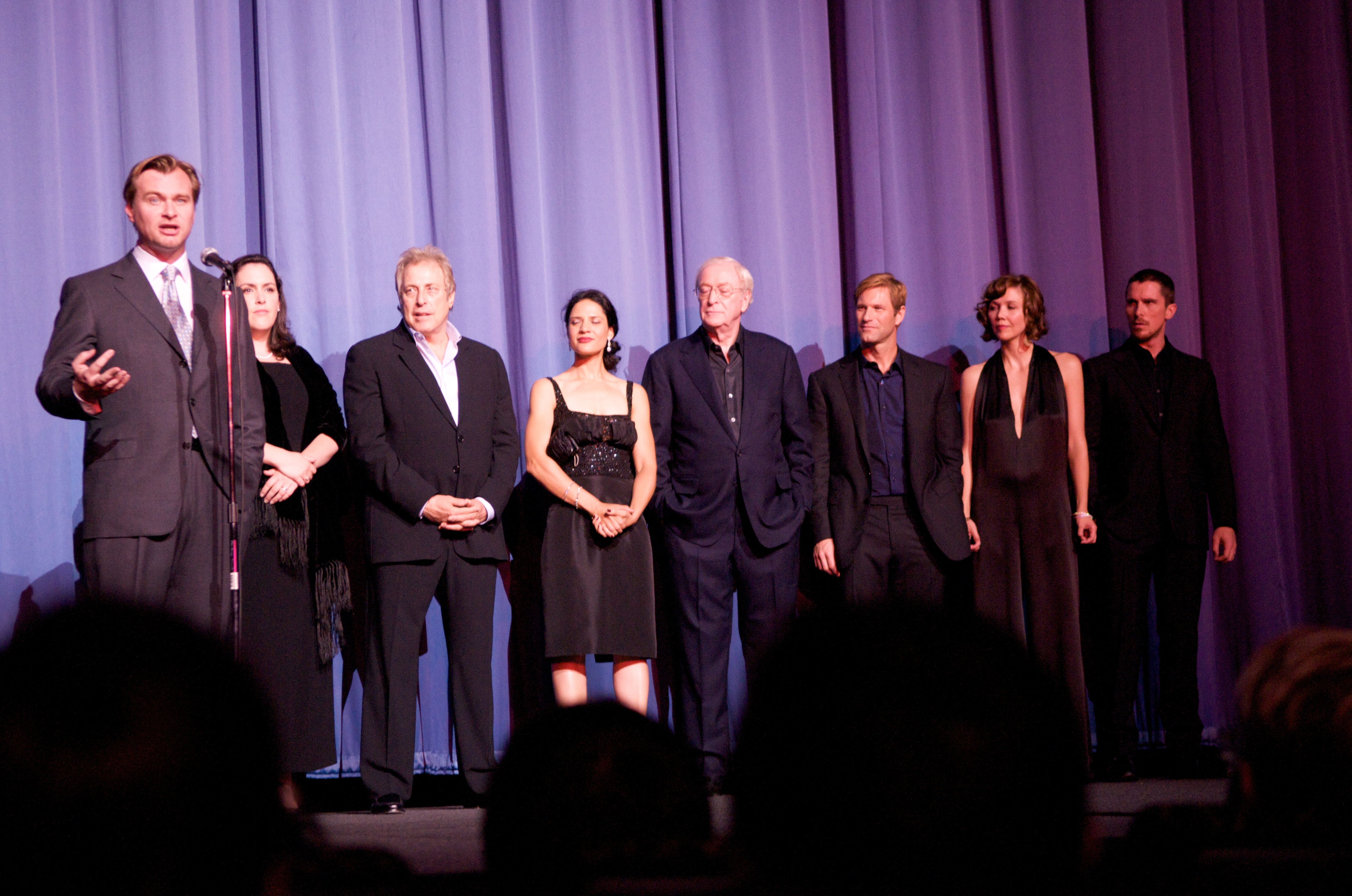
Il regista Christopher Nolan e il resto del cast a New York per la prima de Il cavaliere oscuro (2008)

Nel 2008 Bale si calò nuovamente nei panni di Batman nel film campione d'incassi Il cavaliere oscuro. L'attore rimase molto legato al personaggio che interpretò nelle due riedizioni del supereroe e riscosse critiche positive da molte testate giornalistiche. Riguardo Batman, l'attore dichiarò in un'intervista rilasciata a Coming Soon Television:
(Christian Bale - La parola a Batman - intervista a Christian Bale, il Cavaliere Oscuro a cura di Federico Gironi - Coming Soon Television)
Il cavaliere oscuro ebbe un budget di 185 milioni di dollari e ne incassò solo in America 533 345 358. Nel resto del mondo incassò 468 576 467 dollari, per un totale di 1 001 921 825 dollari diventando uno dei più grandi successi mai realizzati. Per questa nuova ondata di incassi positivi al botteghino che riguardarono i suoi ultimi film, Bale dichiarò al quotidiano britannico The Guardian: «Sono sempre sorpreso che ogni film al quale prendo parte incassi dei soldi perché molti di quelli che ho girato non l'hanno fatto. Venivo chiamato l'avvelenatore del box office».

#### Terminator Salvation
Nel 2008 il regista statunitense McG lo scelse per il ruolo di John Connor in Terminator Salvation, quarto capitolo della saga fantascientifica dedicata ai replicanti, uscito nel 2009. Durante la lavorazione di questa pellicola, Bale si rese protagonista di una sfuriata ai danni del direttore della fotografia Shane Hurlbut reo di aver interrotto una scena emotivamente importante per l'attore.

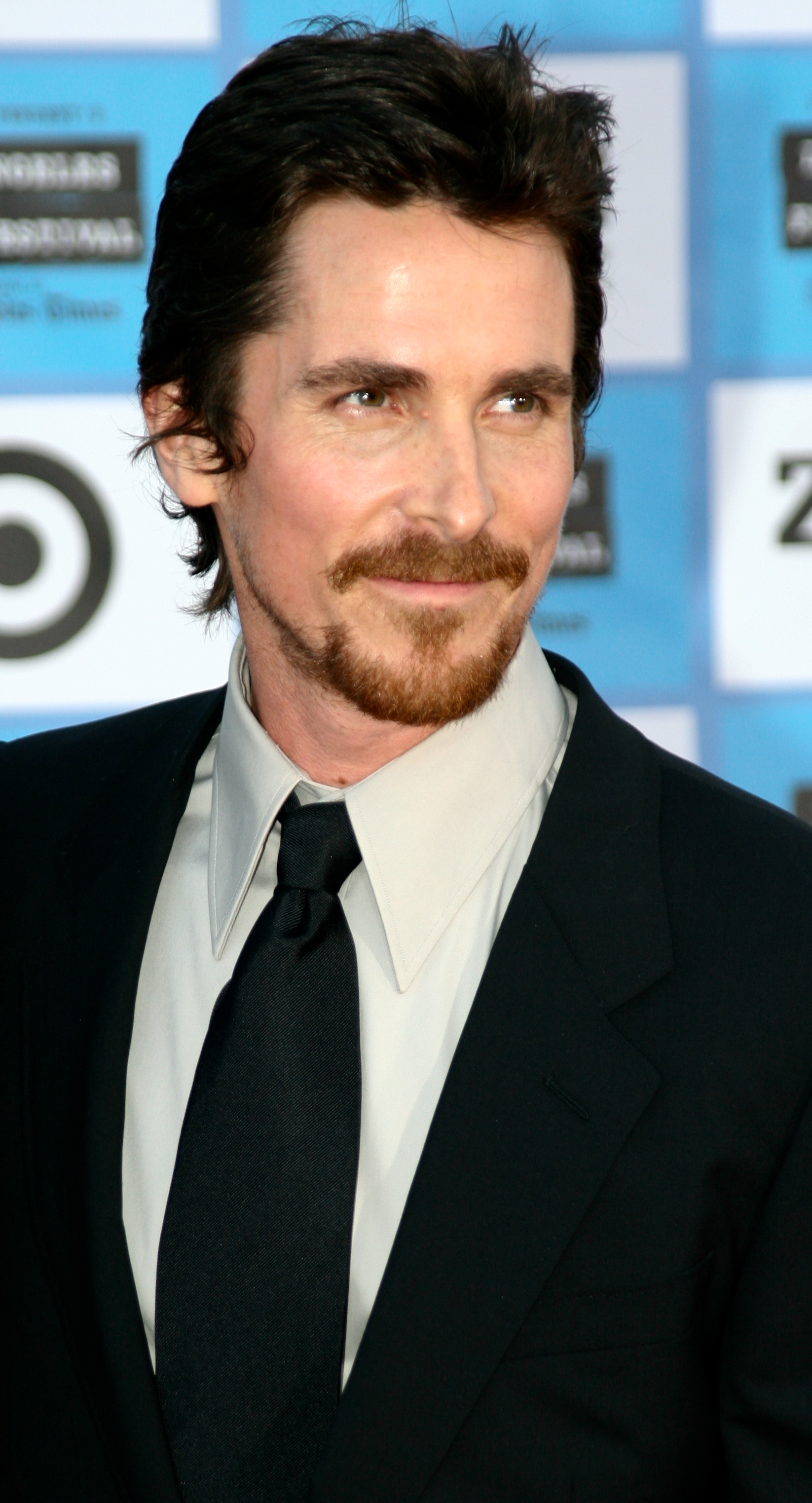
Christian Bale al Mann Village Theatre al Westwood per la prima di Nemico pubblico - Public Enemies (2009)

L'audio della sua sfuriata venne registrato e distribuito da molti magazine online. Nel febbraio del 2009, l'attore si affidò ai microfoni di una trasmissione radiofonica americana, il Kevin and Bean show on L.A.'s KROQ per chiedere pubblicamente scusa per il suo crollo emotivo ai danni dell'operatore. All'intervista, Bale rispose: «So di essere uno sboccato, ora lo sanno tutti. Ero fuori di me perché metto tanto entusiasmo in quello che faccio e a volte non gira bene. Ho parlato subito con Shane e abbiamo chiarito tutto. Quello stesso giorno abbiamo lavorato ancora per diverse ore e non ho intenzione di far licenziare nessuno. Per favore, chiedo al pubblico di non permettere a questo momento imbarazzante di oscurare il film». Alla domanda del presentatore riguardo al file audio che girava su internet e del quale vennero fatti ridicoli remix, Bale rispose: «Ne sono al corrente. Sentitevi liberi di divertirvi come più vi pare a mie spese, me lo merito».
Sempre nel 2008 il regista Michael Mann lo scelse per interpretare Nemico pubblico - Public Enemies nel ruolo di Melvin Purvis, l'agente americano dell'FBI che il 22 luglio del 1934 uccise il gangster John Dillinger che nel film venne interpretato da Johnny Depp. Al termine delle riprese Mann definì Bale «l'attore più determinato e impegnato con cui abbia mai lavorato».
Il 22 luglio del 2008, l'attore venne arrestato dalla polizia londinese dopo essere stato denunciato per aggressione dalla sorella Sharon e dalla madre, ma dopo poche ore fu rilasciato su cauzione senza essere formalmente incriminato.

### Dal 2009 al 2012

#### The Fighter
Nel corso del 2009 l'attore prese parte al progetto del film di David O. Russell intitolato The Fighter. Bale ricoprì il ruolo di Dicky Eklund, fratellastro e allenatore del pugile americano di origine irlandesi "Irish" Micky Ward, interpretato da Mark Wahlberg. Il film uscì in anteprima in Russia il 10 giugno 2010 mentre negli Stati Uniti uscì il 10 dicembre 2010. In Italia venne distribuito il 4 marzo 2011. Per interpretare il personaggio di Eklund l'attore sottopose nuovamente il suo fisico a un drastico dimagrimento. Bale dichiarò che la difficoltà nella perdita di peso riguardava la differenza tra il suo fisico e quello di Dicky Eklund che come pugile rientrava nella categoria welter:
(Christian Bale)
Bale perse circa un terzo del proprio peso corporeo per prepararsi al meglio e dopo questo ennesimo dimagrimento, durante l'intervista rilasciata successivamente aver ricevuto l'Oscar, dichiarò che molto probabilmente non si sottoporrà più a trasformazioni così severe per un'interpretazione, considerando anche la sua età che all'epoca delle riprese di The Fighter era di trentacinque anni:
(Christian Bale - Intervista rilasciata a Hollywood Reporter)
Per questo ruolo vinse il Golden Globe per il miglior attore non protagonista e il Premio Oscar sempre come miglior attore non protagonista.

#### Il cavaliere oscuro - Il ritorno
Christian Bale confermò la sua partecipazione al terzo capitolo del supereroe Batman. L'attore riservava delle preoccupazioni riguardo al coinvolgimento non assicurato della regia di Christopher Nolan, affermando che sarebbe stato difficile riuscire a eguagliare i successi di Batman Begins, ma soprattutto de Il cavaliere oscuro. Nolan successivamente confermò a sua volta nel mese di marzo 2010 di voler concludere la saga dell'Uomo Pipistrello con un terzo e ultimo episodio ingaggiando alcuni membri del cast dei due film precedenti. La pellicola si intitola Il cavaliere oscuro - Il ritorno ed è uscito nelle sale americane il 20 luglio 2012. Il regista si è avvalso nuovamente della collaborazione del fratello Jonathan Nolan per la sceneggiatura.

#### Massacro di Aurora
La pellicola, presentata in anteprima alla mezzanotte del 20 luglio 2012 a Denver (Colorado), esordì drammaticamente con quello che è stato battezzato il Massacro di Aurora. In occasione della proiezione, il ventiquattrene James Holmes aprì il fuoco sugli spettatori uccidendo 12 persone e ferendone altre 58 prima di essere arrestato. L'attore espresse la sua solidarietà alle vittime del massacro porgendo il suo omaggio sul luogo della tragedia insieme alla moglie e visitando successivamente in ospedale i sopravvissuti.

#### I fiori della guerra
Nel gennaio 2011 Bale prese parte alle riprese di I fiori della guerra, pellicola diretta dal regista cinese Zhāng Yìmóu e incentrata sul Massacro di Nanchino, avvenuto in Cina nel 1937. L'attore interpreta il ruolo di un missionario statunitense, come lo fu John Magee che aiutò gran parte della popolazione a sfuggire al massacro documentando l'accaduto. Il regista del film dichiarò riguardo alla scelta di Bale come protagonista:
(Zhang Yimou)
Terminate le riprese, durante la promozione del film avvenuta nel dicembre 2011, Bale si recò nel villaggio di Dongshigu, in Shandong nella Repubblica popolare cinese per far visita a Chen Guangcheng, attivista per i diritti civili che all'epoca dei fatti si trovava agli arresti domiciliari con la famiglia. L'attore venne fermato dalle guardie governative che impedirono a lui e alle persone che lo accompagnavano di raggiungere Guangcheng reagendo con violenza alla richiesta e impedendogli di superare il posto di blocco. Una troupe della CNN riprese l'accaduto rendendolo pubblico. Riguardo a questa reazione della polizia al limite dell'incidente diplomatico, Bale dichiarò: "L'unica cosa che mi premeva era incontrare quest'uomo, stringergli la mano e dirgli che per me rappresenta un'ispirazione".
Nell'aprile del 2012, Guangcheng riuscì a fuggire agli arresti e si recò negli Stati Uniti, dove riprese gli studi a New York, dichiarando che sarebbe ben lieto di incontrare l'attore su territorio americano.
La pellicola partecipò fuori concorso al Festival internazionale del cinema di Berlino edizione 2012 e come miglior film straniero ai Golden Globe, sempre edizione 2012.

### Dal 2013
Nel 2013 esce nelle sale cinematografiche American Hustle - L'apparenza inganna di David O. Russell, che ambientato sul finire degli anni settanta, racconta la storia di un truffatore costretto a collaborare con l'FBI per risolvere alcuni casi di corruzione di pubblici ufficiali. Grazie a questa sua interpretazione, in cui l'attore dovette ingrassare circa 20 kg per esibire una notevole pancia, è stato candidato ai Golden Globe, ai British Academy Film Awards e al Premio Oscar 2014 come miglior attore protagonista. Nello stesso periodo fu protagonista di Il fuoco della vendetta - Out of the Furnace, diretto da Scott Cooper. La pellicola vede l'attore nei panni di un operaio di un'acciaieria ed ex detenuto che cerca vendetta quando suo fratello scompare dopo essere stato coinvolto in un brutto giro con alcuni criminali locali.

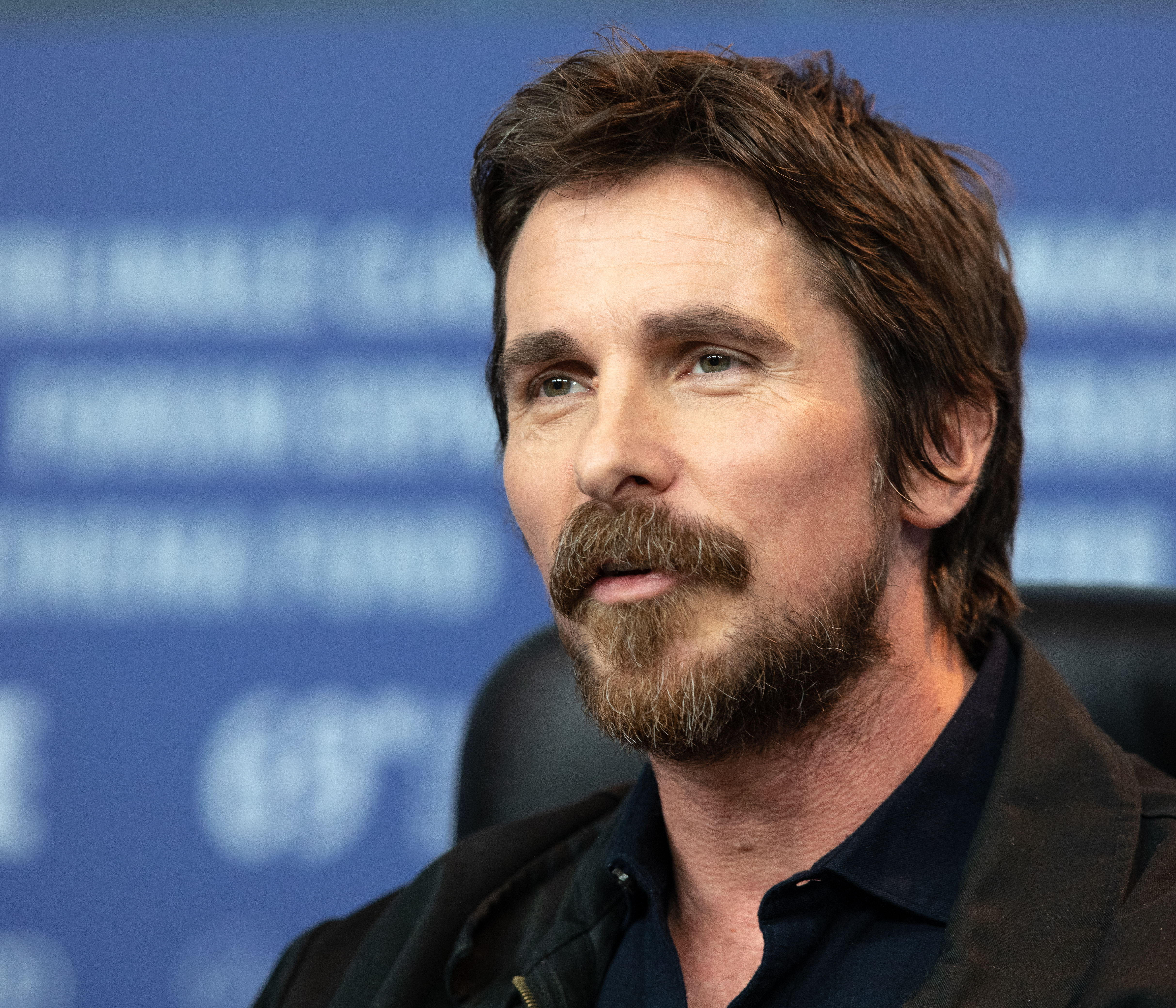
Christian Bale al Festival di Berlino 2019

Sempre nel 2013, il regista Ridley Scott lo ingaggiò per interpretare il ruolo di Mosè in Exodus - Dei e re. La pellicola uscì negli Stati Uniti il 12 dicembre 2014 mentre in Italia l'uscita è avvenne il 15 gennaio 2015.
Nel gennaio 2015 recitò al fianco di Brad Pitt e Ryan Gosling in La grande scommessa, adattamento cinematografico del romanzo The Big Short: Inside the Doomsday Machine scritto da Michael Lewis, e riguardante la crisi finanziaria del 2007-2008. Prima delle riprese l'attore subì un infortunio al legamento crociato anteriore del ginocchio, ma considerando le scene statiche da girare riuscì a portare a termine il film, mentre furono rimandate le riprese dell'action The Deep Blue Good-by. Il film uscì nel dicembre dello stesso anno negli Stati Uniti, e nel gennaio 2016 in Italia. Per questo ruolo ottenne una nomination agli Oscar 2016 come miglior attore non protagonista. Nel febbraio 2015 presentò al Festival di Berlino Knight of Cups, diretto da Terrence Malick. La pellicola venne presentata in anteprima al Festival di Berlino nel febbraio 2015. Le riprese di svolsero nell'estate del 2012 tra Los Angeles e Las Vegas.
Nel giugno 2016 avrebbe dovuto prendere parte come protagonista al biopic, diretto da Michael Mann, sulla vita di Enzo Ferrari, ma rinunciò al ruolo per problemi di salute. L'attore infatti avrebbe dovuto mettere su alcuni chili per il ruolo, ma il tempo a disposizione per farlo era troppo breve e avrebbe comportato rischi. Nello stesso anno fu presentato al Toronto International Film Festival il film The Promise, dove recita accanto a Oscar Isaac. La pellicola è ambientata tra il 1915 e il 1916 in Turchia, durante il genocidio della popolazione armena da parte della popolazione turca. L'Hollywood Reporter fece notare che la pagina IMDb del film fu inondata da votazioni negative da parte di siti turchi per far abbassare il rating di The Promise su YouTube e IMDb.
Nel 2017 fu protagonista del western Hostiles - Ostili, diretto da Scott Cooper. Nella pellicola interpreta il capitano dell'esercito Joseph J. Blocker, il quale accetta di accompagnare un capo Cheyenne e la sua famiglia, per farli tornare nelle loro terre native. Il film fu presentato il 2 settembre al Telluride Film Festival e successivamente al Toronto International Film Festival.
Nel 2018 recitò in motion capture prestando la voce alla pantera Bagheera nel live action Mowgli - Il figlio della giungla, adattamento cinematografico de Il libro della giungla di Rudyard Kipling. Nello stesso anno mise in atto una nuova trasformazione per vestire i panni di Dick Cheney, Vicepresidente degli Stati Uniti d'America durante l'amministrazione di George W. Bush, ingrassando ancora una volta di parecchi chili nel film Vice - L'uomo nell'ombra. Per tale film ha vinto il suo secondo Golden Globe come miglior attore in un film commedia o musicale. L'attore ha poi dichiarato che quella sarebbe stata la sua ultima vera trasformazione fisica. ll suo discorso durante il ritiro del premio fu oggetto di discussione in quanto, in maniera ironica, ringraziò Satana per l'ispirazione. La risposta della figlia di Cheney, Liz, anch'essa politica repubblicana non si è fatta attendere e ha ricordato via social la presunta aggressione di Bale del 2008, per cui non fu mai incriminato. L'anno successivo divide il grande schermo con Matt Damon nel film Le Mans '66 - La grande sfida, ambientato nel periodo delle 24 ore di Le Mans del 1966, quando Ford decise di costruire una vettura più potente per sfidare l'avversaria Ferrari.
A marzo 2020 viene ufficializzata la collaborazione di Bale con i Marvel Studios: l'attore dà il volto al supercriminale Gorr il Macellatore di Dei nel film del Marvel Cinematic Universe Thor: Love and Thunder, diretto da Taika Waititi.

## Filmografia

Christian Bale stringe l'Oscar vinto nel 2011 come miglior attore non protagonista per The Fighter nella foto di gruppo che vede in ordine i premiati alla cerimonia del 2011 nella categoria attori: da sinistra Natalie Portman (migliore attrice protagonista per Il cigno nero); Melissa Leo, co-protagonista di Bale in The Fighter (Oscar alla miglior attrice non protagonista) e Colin Firth, premiato come miglior attore protagonista per Il discorso del re - Hollywood (California, Stati Uniti), 27 febbraio 2011

### Attore

#### Cinema
- Mio in the Land of Faraway, regia di Vladimir Grammatikov (1987)
- L'impero del sole (Empire of the Sun), regia di Steven Spielberg (1987)
- Enrico V (Henry V), regia di Kenneth Branagh (1989)
- Gli strilloni (Newsies), regia di Kenny Ortega (1992)
- Swing Kids - Giovani ribelli (Swing Kids), regia di Thomas Carter (1993)
- Prince of Jutland, regia di Gabriel Axel (1994)
- Piccole donne (Little Women) regia di Gillian Armstrong (1994)
- L'agente segreto (The Secret Agent), regia di Christopher Hampton (1996)
- Ritratto di signora (The Portrait of a Lady), regia di Jane Campion (1996)
- Metroland, regia di Philip Saville (1997)
- Velvet Goldmine, regia di Todd Haynes (1998)
- All the Little Animals, regia di Jeremy Thomas (1998)
- Sogno di una notte di mezza estate (A Midsummer Night's Dream), regia di Michael Hoffman (1999)
- American Psycho, regia di Mary Harron (2000) – Patrick Bateman
- Shaft, regia di John Singleton (2000)
- Il mandolino del capitano Corelli (Captain Corelli's Mandolin), regia di John Madden (2001)
- Laurel Canyon - Dritto in fondo al cuore (Laurel Canyon), regia di Lisa Cholodenko (2002)
- Il regno del fuoco (Reign of Fire), regia di Rob Bowman (2002)
- Equilibrium, regia di Kurt Wimmer (2002)
- L'uomo senza sonno (The Machinist), regia di Brad Anderson (2004)
- Batman Begins, regia di Christopher Nolan (2005) – Bruce Wayne / Batman
- Harsh Times - I giorni dell'odio (Harsh Times), regia di David Ayer (2005)
- The New World - Il nuovo mondo (The New World), regia di Terrence Malick (2005)
- The Prestige, regia di Christopher Nolan (2006)
- L'alba della libertà (Rescue Dawn), regia di Werner Herzog (2006)
- Quel treno per Yuma (3:10 to Yuma), regia di James Mangold (2007)
- Io non sono qui (I'm Not There), regia di Todd Haynes (2007)
- Il cavaliere oscuro (The Dark Knight), regia di Christopher Nolan (2008) – Bruce Wayne / Batman
- Terminator Salvation, regia di McG (2009) – John Connor
- Nemico pubblico - Public Enemies (Public Enemies), regia di Michael Mann (2009)
- The Fighter, regia di David O. Russell (2010)
- I fiori della guerra (The Flowers of War), regia di Yimou Zhang (2011)
- Il cavaliere oscuro - Il ritorno (The Dark Knight Rises), regia di Christopher Nolan (2012) – Bruce Wayne / Batman
- Il fuoco della vendetta - Out of the Furnace (Out of the Furnace), regia di Scott Cooper (2013)
- American Hustle - L'apparenza inganna (American Hustle), regia di David O. Russell (2013)
- Exodus - Dei e re (Exodus: Gods and Kings), regia di Ridley Scott (2014)
- La grande scommessa (The Big Short), regia di Adam McKay (2015)
- Knight of Cups, regia di Terrence Malick (2015)
- The Promise, regia di Terry George (2016)
- Hostiles - Ostili (Hostiles), regia di Scott Cooper (2017)
- Vice - L'uomo nell'ombra (Vice), regia di Adam McKay (2018)
- Le Mans '66 - La grande sfida (Ford v. Ferrari), regia di James Mangold (2019)
- Thor: Love and Thunder, regia di Taika Waititi (2022)
- Amsterdam, regia di David O. Russell (2022)
- The Pale Blue Eye - I delitti di West Point (The Pale Blue Eye), regia di Scott Cooper (2022)

#### Televisione
- Anastasia - L'ultima dei Romanov (Anastasia: The Mystery of Anna), regia di Marvin J. Chomsky – film TV (1986)
- Heart of the Country, regia di Brian Farnham – miniserie TV, 4 episodi (1987)
- L'isola del tesoro (Treasure Island), regia di Fraser Clarke Heston – film TV (1990)
- Un delitto di classe (A Murder of Quality), regia di Gavin Millar – film TV (1991)
- Maria, madre di Gesù (Mary, Mother of Jesus), regia di Kevin Connor – film TV (1999)

### Doppiatore
- Pocahontas, regia di Mike Gabriel e Eric Goldberg (1995) – Thomas
- Il castello errante di Howl (Hauru no ugoku shiro), regia di Hayao Miyazaki (2004) – Howl
- Batman Begins (videogioco)(2005) – Bruce Wayne / Batman[131]
- Mowgli - Il figlio della giungla (Mowgli), regia di Andy Serkis (2018) – Bagheera
- Il ragazzo e l'airone (Kimi-tachi wa dō ikiru ka), regia di Hayao Miyazaki (2023) – Shoichi Maki[132]

### Produttore
- Harsh Times - I giorni dell'odio (Harsh Times), regia di David Ayer (2005)
- Amsterdam, regia di David O. Russell (2022)
- The Pale Blue Eye - I delitti di West Point (The Pale Blue Eye), regia di Scott Cooper (2022)

## Riconoscimenti
L'attore nel corso della sua carriera ha vinto numerosi premi, tra cui un oscar come Miglior attore non protagonista per The Fighter. Ha vinto anche 2 Golden Globe, 4 Critics' Choice Awards, 3 People's Choice Awards, 2 Screen Actors Guild Award e 3 Satellite Award.

## Doppiatori italiani
Nelle versioni in italiano delle opere in cui ha recitato, Christian Bale è stato doppiato da:
- Riccardo Rossi in American Psycho (entrambi i doppiaggi), Il regno del fuoco, Equilibrium, The Prestige, Quel treno per Yuma, Terminator Salvation, Il fuoco della vendetta - Out of the Furnace, American Hustle - L'apparenza inganna, The Promise, Hostiles - Ostili, Spielberg,[133] Le Mans '66 - La grande sfida
- Christian Iansante in Metroland, Velvet Goldmine, Shaft, Harsh Times - I giorni dell'odio, Nemico pubblico - Public Enemies, Knight of Cups
- Massimiliano Manfredi in Sogno di una notte di mezza estate, Maria, madre di Gesù, The New World - Il nuovo mondo, Io non sono qui
- Claudio Santamaria in Batman Begins, Il cavaliere oscuro, Il cavaliere oscuro - Il ritorno
- Adriano Giannini in The Fighter, Exodus - Dei e re, The Pale Blue Eye - I delitti di West Point
- Loris Loddi ne I fiori della guerra, La grande scommessa
- Riccardo Scarafoni in Thor: Love and Thunder, Amsterdam
- Stefano Crescentini in L'impero del sole
- Francesco Pezzulli in Enrico V
- Fabrizio Vidale in L'isola del tesoro
- Nanni Baldini ne Gli strilloni
- Oreste Baldini in Swing Kids - Giovani ribelli
- Fabrizio Manfredi in Piccole donne
- Mirko Savone in L'agente segreto
- Fabio Boccanera in Ritratto di signora
- Danilo De Girolamo ne Il mandolino del capitano Corelli
- Francesco Bulckaen in Laurel Canyon - Dritto in fondo al cuore
- Tonino Accolla in L'uomo senza sonno
- Simone Mori in L'alba della libertà
- Luca Biagini in Vice - L'uomo nell'ombra

Da doppiatore è sostituito da:
- Stefano Crescentini in Pocahontas
- Claudio Santamaria in Batman Begins (videogioco)
- Riccardo Rossi in Mowgli - Il figlio della giungla[134]